# Black Label Society
Black Label Society je americká heavy metalová hudební skupina, kterou založil v roce 1998 Zakk Wylde, Phil Ondich (bicí) a Nick "The Evil Twin" Catanese (kytara). Na kontě mají 9 řadových alb.

## Historie

### Sonic Brew a první formace (1998–1999)
Ze začátku 90. let Wylde vytvořil svou vlastní sólovou kapelu Pride & Glory, hrající směs bluesu, jižanského rocku s heavy metalem. Nicméně, kapela se rozpadla v prosinci 1994 poté, co vydala pouze jedno album. Od února 1995 do zhruba července 1995 se Zakk účastnil sessions s Guns N' Roses, v důsledku toho pak nejel na turné s Ozzym a později s plánu na přidání se ke GnR sešlo. I tak ale vzniklo pár písní, které by se údajně měly alespoň částečně objevit na prvních albech BLS. Wylde následně nahrál akustické sólové album, Book of Shadows (1996). Dva roky poté následoval malý reunion Pride & Glory. V květnu 1998, po malém komerčním úspěchu s Book of Shadows, Wylde s bubeníkem Philem Ondichem nahráli debutové album BLS – Sonic Brew. Rozhodli se, že spíše než další sólové album pro Wylde, vytvoří spolu dlouhodobější kapelu. Velmi rychle se do kapely přidal druhý kytarista Nick Catanese, překvapením to nebylo neboť Catanese jezdil s Wyldem na turné k Book of Shadows. John DeServio, který dříve působil s Wyldem jako dočasná náhrada v Pride & Glory, nastoupil jako basista kapely na turné alba.
Sonic Brew bylo vydáno v Japonsku 28. října 1998. Vzhledem ke zpoždění v podpisu s nahrávací společností (Spitfire Records), album nebylo vydáno ve zbytku světa až do 4. května 1999.

### Změny sestavy a následné nahrávky (1999–2007)
Druhé album kapely Stronger Than Death bylo vydáno v roce 2000. Téhož roku, byl DeServio byly nahrazeny Stevem Gibbem, synem člena Bee Gees. Craig Nunenmacher nahradil Ondicha v červenci 2000, jeho debutem z hlediska diskografie bylo živé album Alcohol Fueled Brewtality live +5. V této době také BLS často předskakovali Zakkovým přátelům - skupině Pantera. Další deskou bylo album 1919 Eternal, které Wylde věnoval svému otci, které vyšlo v roce 2002. Steve Gibb byl dočasně nahrazen Mikem Inezem (Alice in Chains) a pak jej vystřídal Robertem Trujillem (Metallica) jenž převzal basu na další rok.
V roce 2003, Trujillo se připojil k Metallice, opouští pozici basáka v Black Label Society, což nechává prostor pro Ineze se vrátit ke skupině na krátké dvoutýdenní turné k albu The Blessed Hellride. James LoMenzo se ke kapele připojil v roce 2004 po vydání Hangover Music Vol. VI, který bylo posledním albem skupiny pro Spitfire Records.
Na prvních čtyřech studiových albech, Wylde hraje na každý nástroj kromě bubnů.
V roce 2005, poté, co skupina podepsala s Artemis Records vyšlo album Mafia které obsahuje píseň In This River jenž má dojemný videoklip i text a je věnováno památce zastřeleného kytaristy kapel Damageplan a především Pantera – Dimebagu Darrellovi. V říjnu Lomenzo kapelu opustil (a připojil se k Megadeth o pár měsíců později) a byl nahrazen původním basákem kapely Johnem DeServiem. V roce 2006 se kapela opustila Artemis Records a podepsali smlouvu s Roadrunner Records a vydali desku Shot To Hell.
V červnu 2007, Black Label Society rozešli s Roadrunner Records.

### Návrat Wyldea k Ozzymu a další vývoj (2007–2013)
Od července 2007, členové Black Label Society DeServio a Catanese založili nové projekty, Zakk Wylde se vydal na turné s Ozzym Osbournem. DeServiova kapela, Cycle Of Pain, byla u velkých značek a věřila, že podepsali smlouvu. Catanesova kapela, Speed X, zahrnujíc Mika Stonea z Queensrÿche v té době začne nahrávat. Nicméně, podle DeServia na Guitar Clinic autogramiádě v Huntingtonu Black Label Society jsou připraveni začít nahrávat nové album na podzim roku 2008, i když na to nikdy nedošlo.
Bubeník Craig Nunenmacher opustil kapelu v únoru 2010, a byl nahrazen Will Hunt (Dark New Day, Evanescence). Huntovo první živé vystoupení s kapelou bylo 24. července 2010 na festivalu High Voltage v Londýně.
Dne 10. srpna 2010, vyšlo Order of the Black, 8. studiové album skupiny. To dosáhlo čísla 4 na Billboard 200 chart.
V březnu 2011, Will Hunt opustil soubor aby mohl hrát s Evanescence, a bubeník ze skupiny Danzig Johnny Kelly (dříve Type O Negative) jej nahradí po zbytek turné, nicméně v květnu 2011, Mike Froedge z doubleDrive a Catanesovi kapely Speed X jej nahradil definitivině.
Black Label Society vydali The Song Remains Not the Same, 3. května u eOne Music. Jde o sbírku unplugged některých písní z Order of the Black doplněnou o několik coverů.
Dne 14. září 2011, v ručně psaném dopise, Zakk Wylde poděkoval Miku Froedgovi za čas strávený v kapele, a nahradil jej z Breaking Benjamin pžicházejícím Chadem Szeligou.
V rozhovoru pro ESPN potvrdili akustické DVD s názvem „Unblackened“. Album bylo nahráno v průběhu Unblackened show v Club Nokia dne 6. března 2013. Album vyšlo 24. září 2013, jak oznámil Zakk.
Dne 3. května 2013 bylo oznámeno, že Black Label Society jsou součástí Gigantour spolu s Megadeth, Davidem Draimanem s kapelou, bývalým bubeníkem Pantery Vinniem Paulem a jeho superkapelou Hellyeah či kapelou Jasona Newsteda – Newsted.
V srpnu 2013, Zakk uvedl, že by se začít psát nové studiové album, a že je naplánováno pro vydání v roce 2014. Dne 28. října, které debutoval nový videoklip: cover od Billa Witherse „Aint No Sunshine “. V onom videoklipu hostuje Vinnie Paul a videoklip je dnes již oním legendárním videoklipem Wyldea s koňskou maskou.

### Změny v sestavě, Catacombs of the Black Vatican, druhé solo album (2013–2016)
Bylo oznámeno dne 2. prosince 2013, že Nick Catanese odešel kapely, ale v přátelském duchu.
Dne 1. ledna 2014, Wylde oznámil prostřednictvím Facebooku, že Dario Lorina (Jani Lane, Lizzy Borden vystřídá Nicka Catanese jako rytmického kytaristu. Lorina debutoval s kapelou 16. dubna v Seattlu.
Dne 13. ledna, bylo oznámeno, že Black Label Society bude hrát jako headlineři na Download Festivalu v pátek v Donington Parku ve Velké Británii. Běhom roku Zakk zakládá projekt Zakk Sabbath.
V dubnu vychází konečně Catacombs of the Black Vatican. Jde o poslední album s Chadem Szeligou, toho pár měsíců po vydání desky střídá Jeff Fabb ze skupin jako In This Moment či Filter.
V roce 2016 se BLS stává de facto sólovou kapelou Wyldea jelikož vydává druhé sólové album Book of Shadows II a jedou malé turné.

### Wylde znovu u Ozzyho, Grimmest Hits (2017-2020)
Dne 29.4. 2017 je potvrzeno že se Zakk připojí k Ozzymu zpět do kapely, pojedou spolu No More Tours 2. Z kraje roku 2018 vyjde najevo že bývalý spoluhráč z BLS Nick Catanese sexuálně obtěžoval nezletilou školačku. Skupina se od toho distancuje. Wylde se i nadále ale věnuje i BLS a v roce 2018 vydávají Grimmest Hits, odjedou turné tak aby se nekřížili s Ozzym, mimo jiné i v ČR. Se Zakk Sabbath Zakk vystupuje v rámci Ozzfestu na silvestra. Ozzyho v roce 2019 začnou trápit zdravotní problémy a Zakkova pozornost se obrací zpět k BLS, spekuluje se o albu pro rok 2020.
Ozzy následně nahrává desku Ordinary Man, ovšem bez Zakka. Zakk s BLS vydává None More Black Box Set (2019) obsahujíc EP Nuns and Roaches: Tasty Little Bastards.

### Doom Crew Inc. (2020-dodnes)
Po box setu a lehkém zklidnění se světovou epidemií,se Wylde s partou vrací do studia. Později skupina uvede že název alba bude Doom Crew Inc. Skladby jako "Set You Free" a "End of Days" se stávají singly.
Ozzy v mezičase oznamuje že nahrává novou desku, tentokráte už se Zakkem.

## Členové

### Současní
- Zakk Wylde – kytara, zpěv, piano (1998–současnost), basová kytara (1998–2004)
- Dario Lorina – kytara, piano (2014–současnost)
- John DeServio – basová kytara (1999, 2005–současnost)
- Jeff Fabb – bicí (2012-2013, 2014–současnost)

### Bývalí
- Greg D'Angelo – bicí (1991-1993)
- Brian Tichy – bicí (1993-1994, 1998)
- Joe Vitale – bicí (1995-1998)
- Phil Ondich – bicí (1998–2000)
- Mike Inez – basová kytara (1999, 2001, 2003)
- Steve Gibb – basová kytara (2000–2001)
- Robert Trujillo – basová kytara (2001-2003)
- James LoMenzo – basová kytara (1991-1994, 1997-1998, 2004–2005)
- Craig Nunenmacher – bicí (2000–2010)
- Will Hunt – bicí (2010–2011)
- Johnny Kelly – bicí (2011)
- Mike Froedge – bicí (2011)
- Chad Szeliga – bicí (2011–2012, 2013–2014)
- Nick Catanese – kytara (1996-1998, 1998–2014)

## Diskografie

### Jako Pride & Glory
- Pride & Glory (1994)

### Jako Zakk Wylde
- Book of Shadows (1996)
- Book of Shadows II (2016)

### Jako Black Label Society
- Sonic Brew (1999)
- Stronger Than Death (2000)
- Alcohol fueled Brewtality (2001)
- 1919 Eternal (2002)
- The Blessed Hellride (2003)
- Hangover Music Vol. VI (2004)
- Mafia (2005)
- Kings of Damnation 98-04 (2005)
- Shot to Hell (2006)
- Skullage (2009)
- Order of the Black (2010)
- The Song Remains Not the Same[1] (2011)
- Catacombs of the Black Vatican (2014)
- Grimmest Hits (2018)
- Doom Crew Inc.  (2021)

## Videografie
- Boozed, Broozed, and Broken-Boned (2003)
- The European Invasion – Doom Troopin' Live (2006)
- Skullage (2009)
- Unblackened (2013)

## Single a umístění v žebříčcích
| Rok  | Titul                              | Umístění v žebříčcích | Umístění v žebříčcích | Umístění v žebříčcích | Umístění v žebříčcích | Album                             |
| Rok  | Titul                              | US Hot 100            | US Modern Rock        | US Mainstream Rock    | UK                    | Album                             |
| ---- | ---------------------------------- | --------------------- | --------------------- | --------------------- | --------------------- | --------------------------------- |
| 1994 | Losin' Your Mind                   | —                     | —                     | —                     | —                     | Pride & Glory                     |
| 1994 | Horse Called War                   | —                     | —                     | —                     | —                     | Pride & Glory                     |
| 1994 | Troubled Wine                      | —                     | —                     | —                     | —                     | Pride & Glory                     |
| 1996 | Between Heaven and Hell            | —                     | —                     | —                     | —                     | Book of Shadows                   |
| 1996 | Way Beyond Empty                   | —                     | —                     | —                     | —                     | Book of Shadows                   |
| 1999 | Bored To Tears                     | —                     | —                     | —                     | —                     | Sonic Brew                        |
| 1999 | Born To Lose                       | —                     | —                     | —                     | —                     | Sonic Brew                        |
| 2000 | Counterfeit God                    | —                     | —                     | —                     | —                     | Stronger Than Death               |
| 2000 | All For You                        | —                     | —                     | —                     | —                     | Stronger Than Death               |
| 2001 | Like A Bird                        | —                     | —                     | —                     | —                     | Alcohol fueled Brewtality Live +5 |
| 2002 | Bleed For Me                       | —                     | —                     | —                     | —                     | 1919 Eternal                      |
| 2002 | Bridge To Cross / Demise Of Sanity | —                     | —                     | —                     | —                     | 1919 Eternal                      |
| 2003 | Stillborn ft. Ozzy Osbourne        | —                     | —                     | #12                   | —                     | The Blessed Hellride              |
| 2003 | The Blessed Hellride               | —                     | —                     | —                     | —                     | The Blessed Hellride              |
| 2004 | House of Doom                      | —                     | —                     | #33                   | —                     | Hangover Music, Vol.. 6           |
| 2005 | Suicide Messiah                    | —                     | —                     | #24                   | —                     | Mafia                             |
| 2005 | Fire It Up                         | —                     | —                     | #35                   | —                     | Mafia                             |
| 2005 | In This River                      | —                     | —                     | #33                   | —                     | Mafia                             |
| 2006 | Concrete Jungle                    | —                     | —                     | #29                   | —                     | Shot to Hell                      |
| 2007 | Blood Is Thicker Than Water        | —                     | —                     | #31                   | —                     | Shot to Hell                      |
| 2010 | Parade Of The Dead                 | —                     | —                     | -                     | —                     | Order of The Black                |
| 2010 | Crazy Horse                        | —                     | —                     | -                     | —                     | Order of The Black                |
| 2010 | Overlord                           | —                     | —                     | -                     | —                     | Order of The Black                |
| 2010 | The First Noel                     | —                     | —                     | -                     | —                     | Není album                        |
| 2011 | Darkest Days                       | —                     | —                     | -                     | —                     | Order of The Black                |
| 2013 | Aint No Sunshine                   | —                     | —                     | -                     | —                     | Unblackened (live album)          |
| 2014 | My Dying Time                      | —                     | —                     | -                     | —                     | Catacombs Of The Black Vatican    |
| 2014 | Angel Of Mercy                     | —                     | —                     | -                     | —                     | Catacombs Of The Black Vatican    |
| 2016 | Sleeping Dogs ft. Corey Taylor     | —                     | —                     | -                     | —                     | Book Of Shadows II                |
| 2018 | Room of Nightmares                 | —                     | —                     | -                     | —                     | Grimmest Hits                     |
| 2018 | A Love Unreal                      | —                     | —                     | -                     | —                     | Grimmest Hits                     |
| 2021 | Set You Free                       | —                     | —                     | -                     | —                     | Doom Crew Inc.                    |